# 小布施新三郎

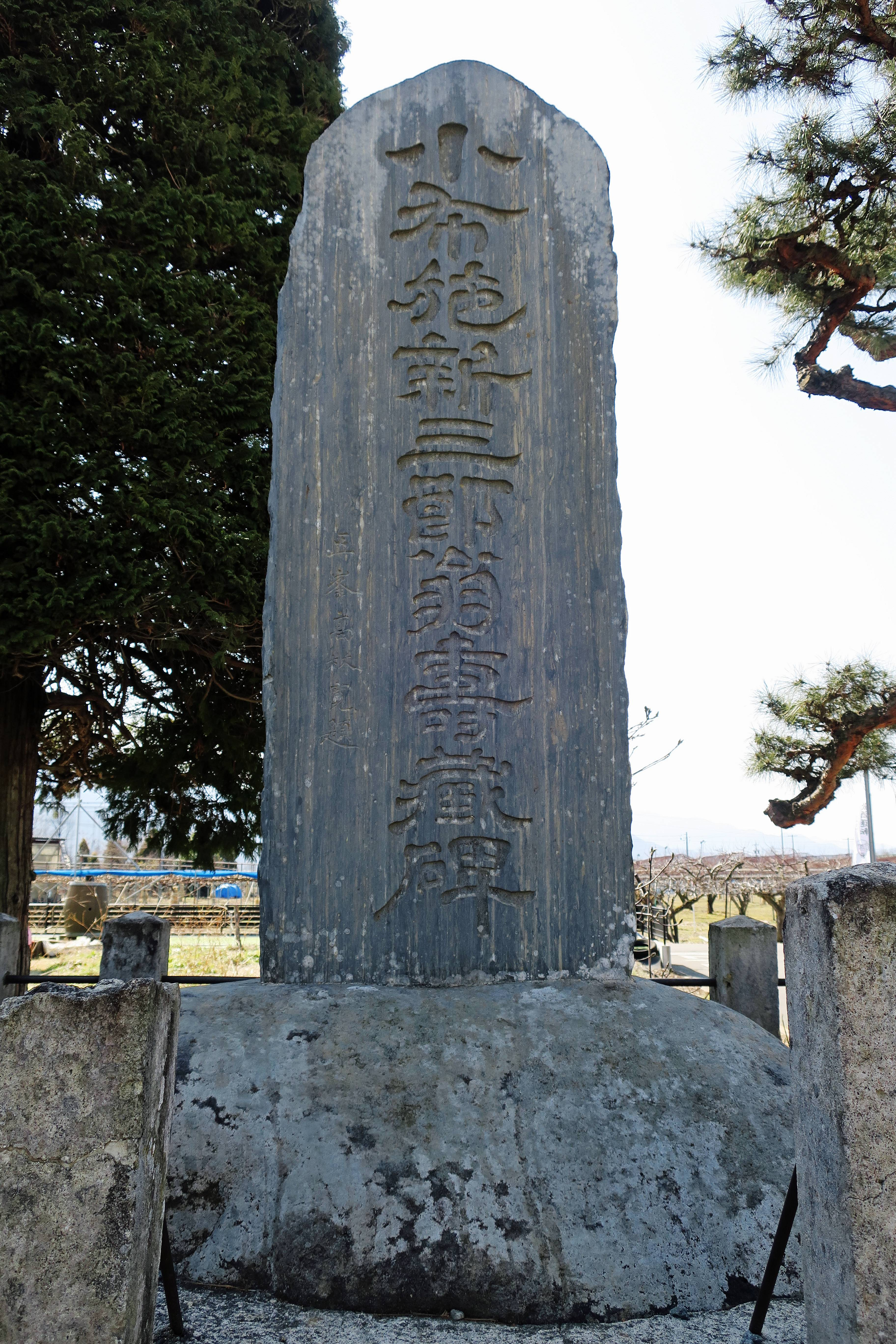
小布施新三郎翁寿蔵碑（長野県須坂市）。五峯高林寛による書。

初代 小布施 新三郎（おぶせ しんざぶろう、こぶせ しんざぶらう、1845年3月31日（弘化2年2月24日） - 1925年（大正14年）2月17日）は、日本の金融実業家。

## 生涯
信濃国高井郡高梨村（現・長野県須坂市）生まれ。江戸での丁稚奉公の後に帰郷し、明治維新後に横浜に出て外国商館に勤務する傍らドル相場を研究し、1879年（明治12年）に東京兜町に公社債・株式仲買業や古金銀売買を営む小布施商店（現・ちばぎん証券）を開業。1883年（明治16年）には東京株式取引所の仲買人となり、明治20年代からの金利安による株式の活況や日清戦争、日露戦争、第一次世界大戦期の景気の上昇に乗じた投機を積極的に行って業績を伸ばした。
のち東京株式取引所監査役・相談役となる。

## 2代目
初代 新三郎の長男。父の跡を継ぎ証券業界で活動。満洲事変・支那事変の際は「愛国号」と呼ばれる飛行機数台を献納（国防献金）した。

## ゆかりの地など

### 小布施坂

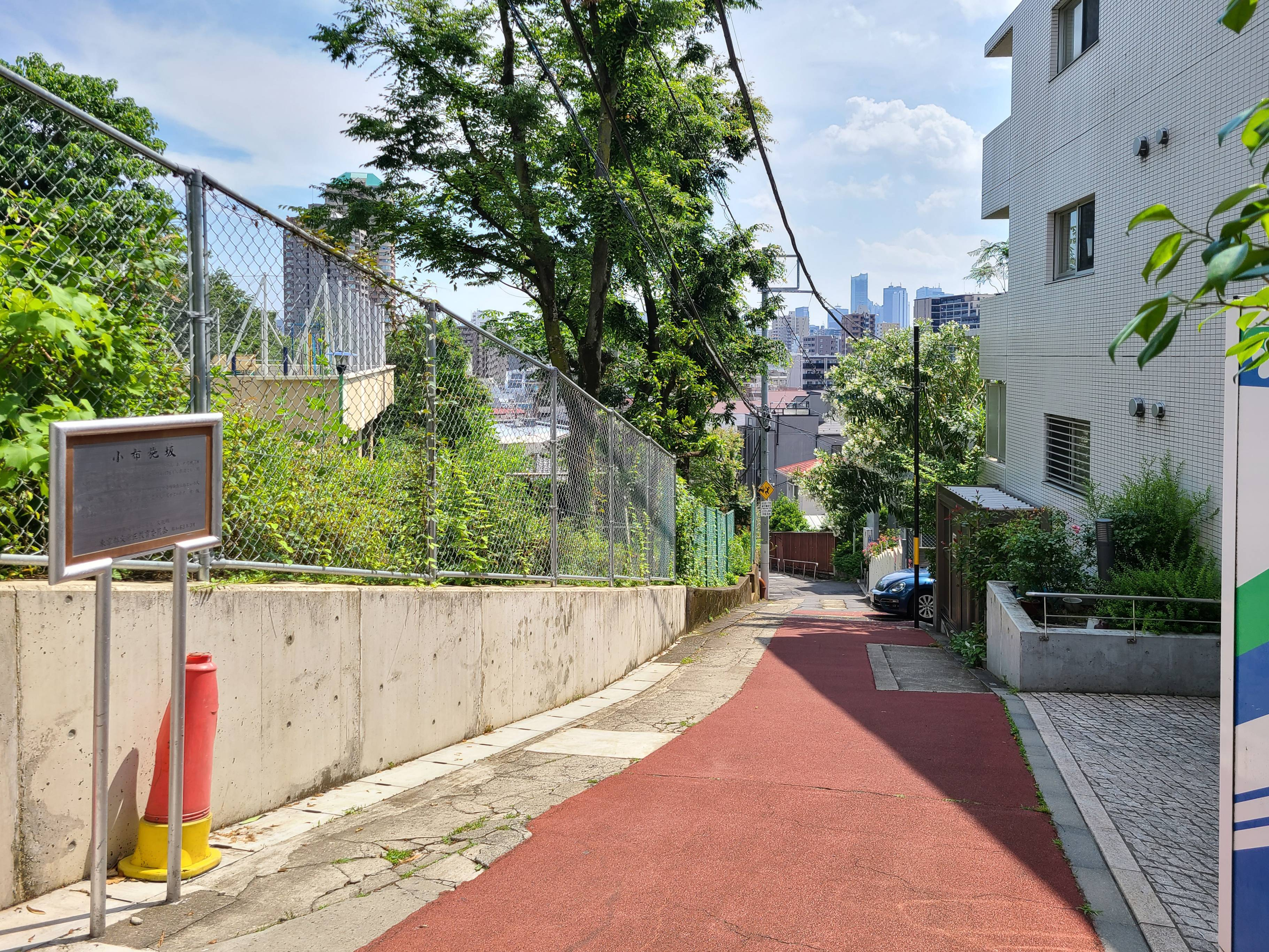
小布施坂

東京都文京区目白台1丁目、日本女子大学附属豊明小学校西にある坂。「こぶせざか」と読む。このあたりにあった小布施新三郎邸にちなむ。東京地下鉄（東京メトロ）副都心線・雑司が谷駅から徒歩7分間。もしくは東京都交通局都電荒川線（東京さくらトラム）鬼子母神前停留場あるいは早稲田停留場からそれぞれ徒歩9分間。

### 小布施新三郎翁寿蔵碑
長野県須坂市、高梨公会堂前に建つ石碑。1924年（大正13年）9月、高梨区民によって建立。